# Daudzeses pagasts
Daudzeses pagasts er en territorial enhed i Jaunjelgavas novads i Letland. Pagasten havde 1.142 indbyggere i 2010 og omfatter et areal på 210,67 kvadratkilometer. Hovedbyen i pagasten er Daudzeva.